# Ministre del Servei Públic d'Irlanda
El Ministre del Servei Públic fou un càrrec important del Govern d'Irlanda, fou creat per la Ministers and Secretaries (Amendment) Act, 1973. En març de 1987 les funcions del ministre foren transferides al Ministre de Turisme i Transport quen el departament fou reestructurat.

## Ministre del Servei Públic 1973–1987
| Núm. | Nom                      | Mandat                 | Mandat                 | Partit | Partit       |
| ---- | ------------------------ | ---------------------- | ---------------------- | ------ | ------------ |
| 1.   | Richie Ryan              | 1 de novembre de 1973  | 5 de juliol de 1977    |        | Fine Gael    |
| 2.   | George Colley            | 5 de juliol de 1977    | 11 de desembre de 1979 |        | Fianna Fáil  |
| 3.   | Michael O'Kennedy        | 12 de desembre de 1979 | 24 de març de 1980     |        | Fianna Fáil  |
| 4.   | Gene Fitzgerald (1r cop) | 24 de març de 1980     | 30 de juny de 1981     |        | Fianna Fáil  |
| 5.   | Liam Kavanagh            | 30 de juny de 1981     | 9 de març de 1982      |        | Labour Party |
|      | Gene Fitzgerald (2n cop) | 9 de març de 1982      | 14 de desembre de 1982 |        | Fianna Fáil  |
| 6.   | John Boland              | 14 de desembre de 1982 | 14 de febrer de 1986   |        | Fine Gael    |
| 7.   | Ruairi Quinn             | 14 de febrer de 1986   | 20 de gener de 1987    |        | Labour Party |
| 8.   | John Bruton              | 20 de gener de 1987    | 10 de març de 1987     |        | Fine Gael    |
| 9.   | Ray MacSharry            | 10 de març de 1987     | 20 de març de 1987     |        | Fianna Fáil  |